# Exochomus nigromaculatus
Mattsvart hedpiga (Exochomus nigromaculatus) är en skalbaggsart som först beskrevs av Johann August Ephraim Goeze 1777.  Exochomus nigromaculatus ingår i släktet Exochomus, och familjen nyckelpigor. Arten är reproducerande i Sverige.

## Bildgalleri

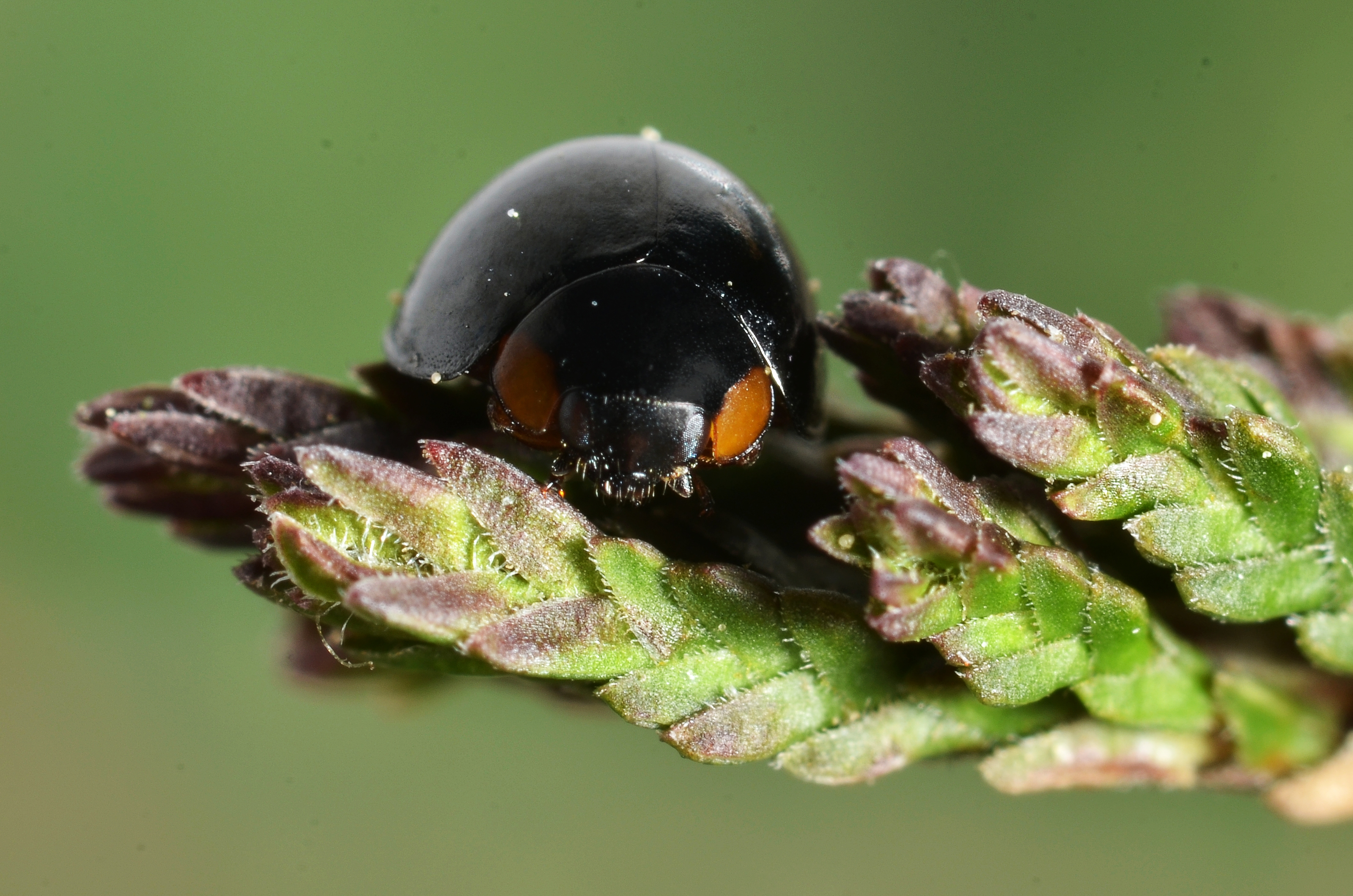
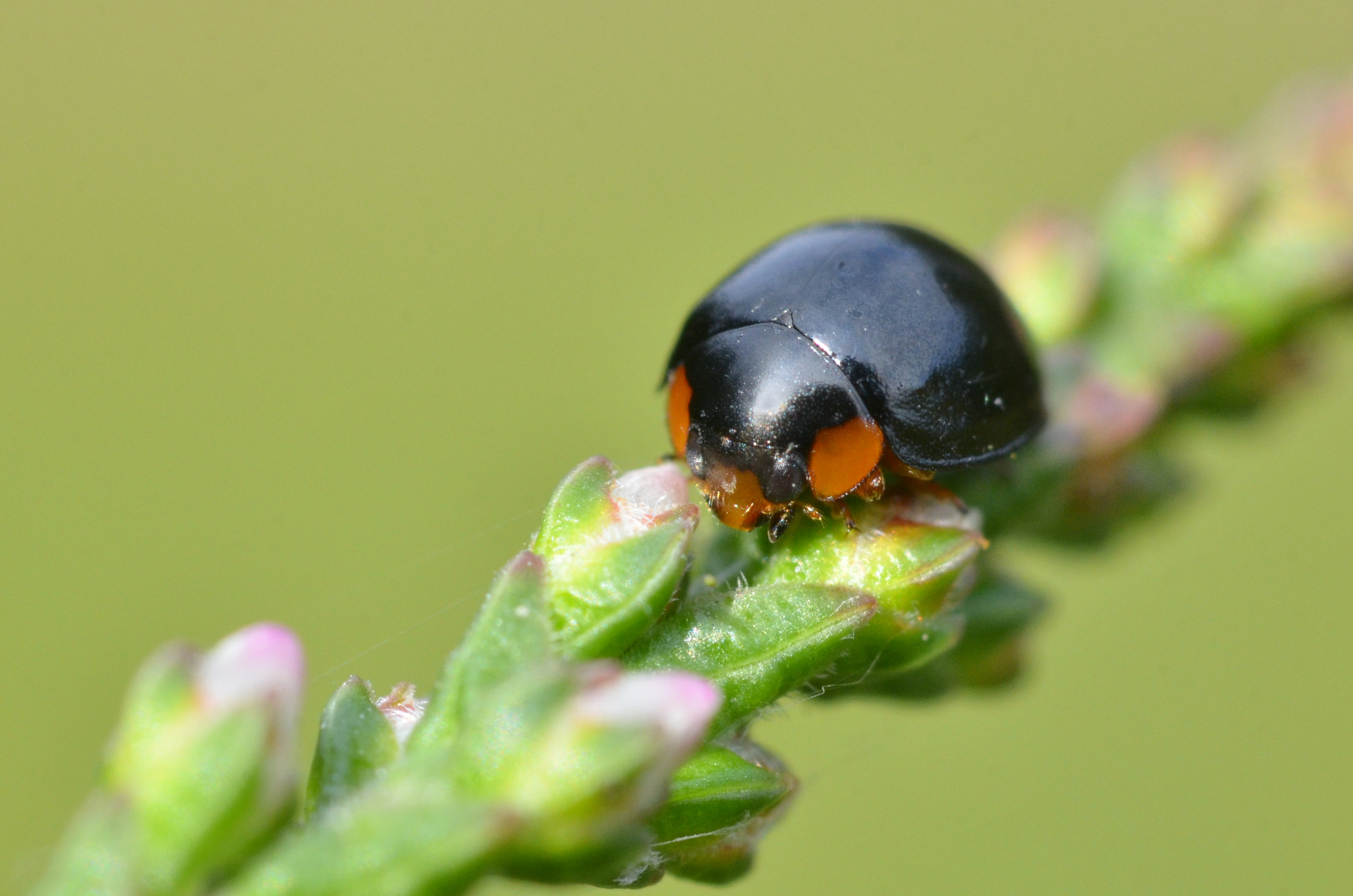
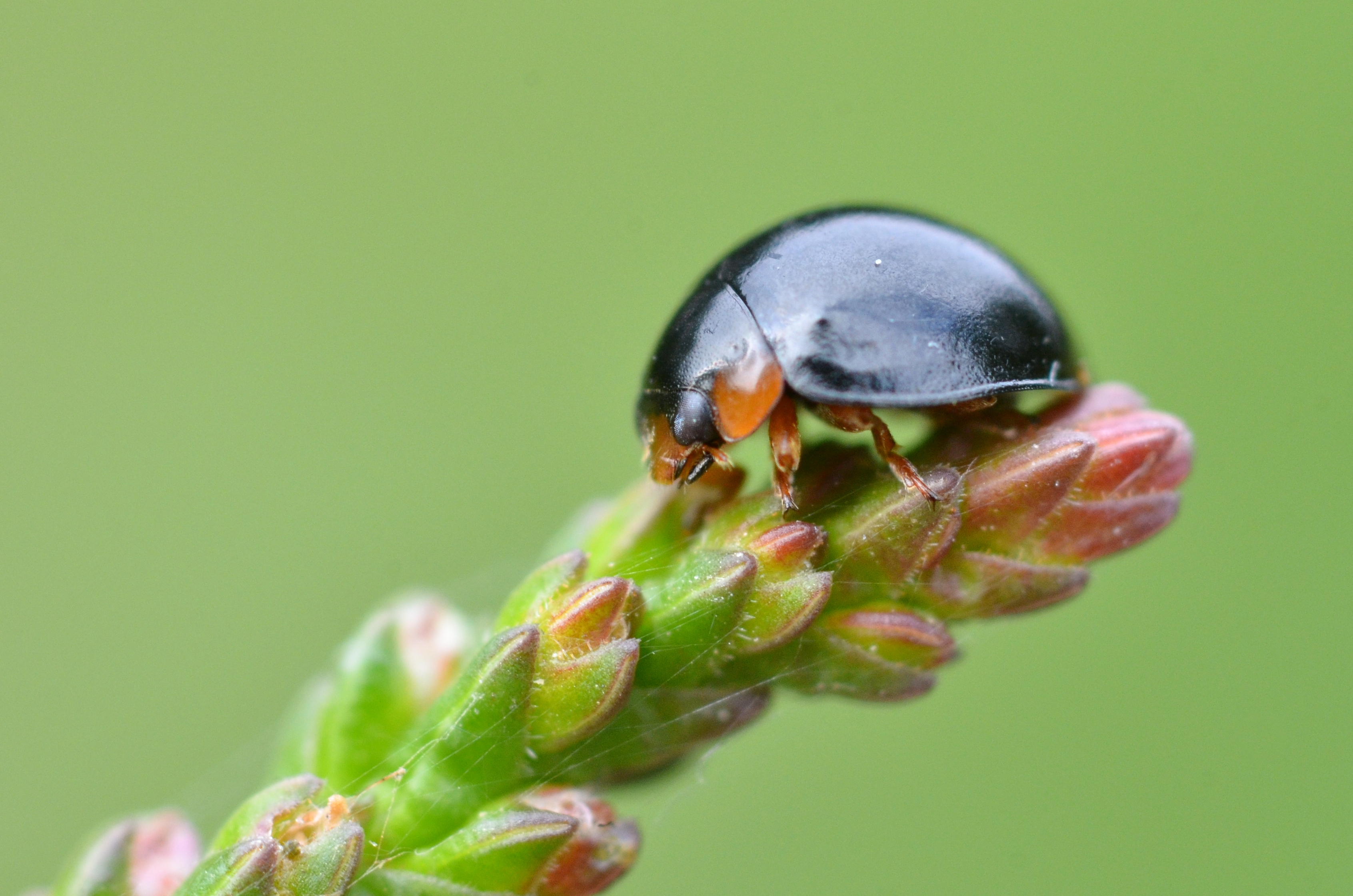
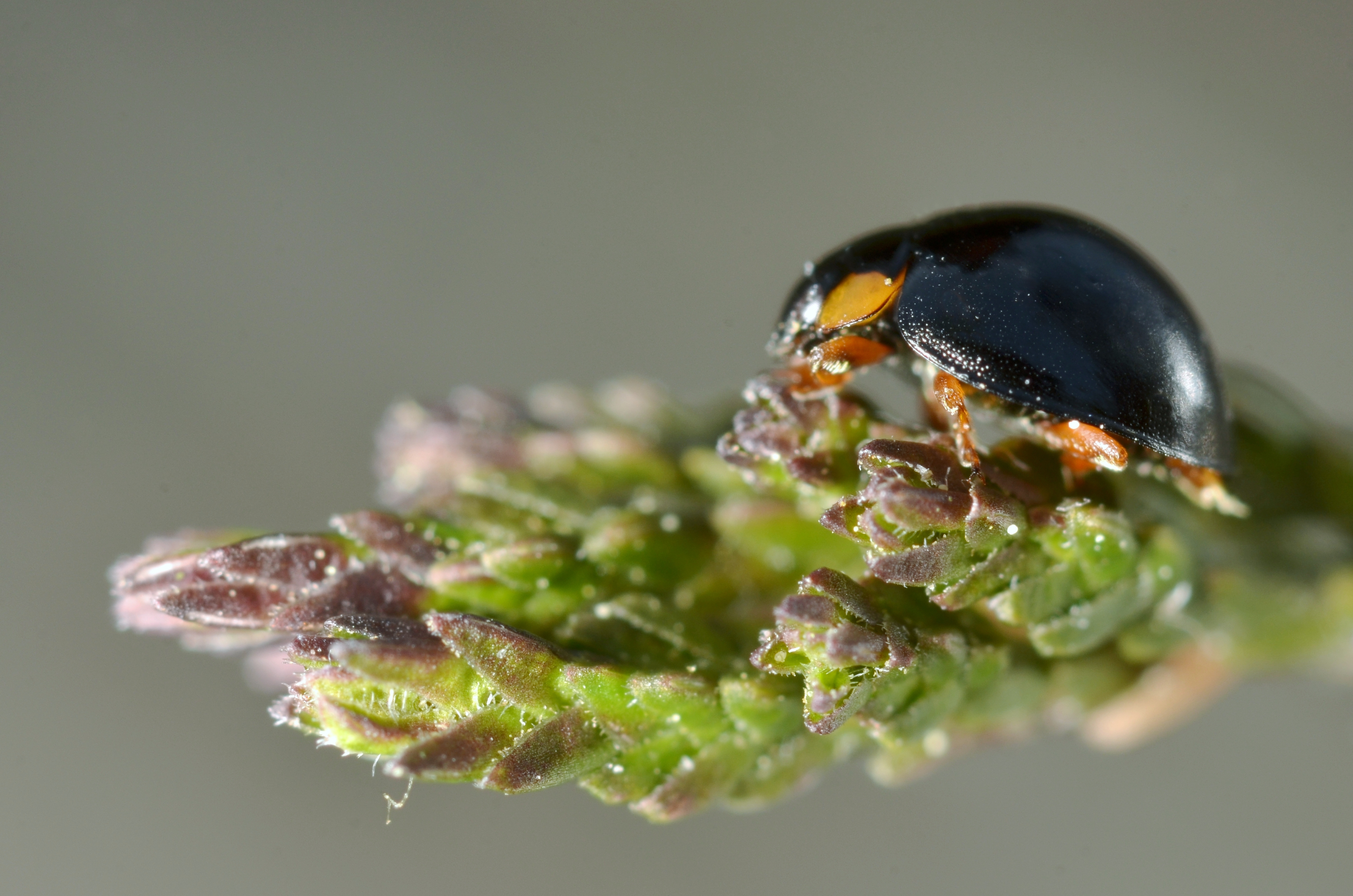
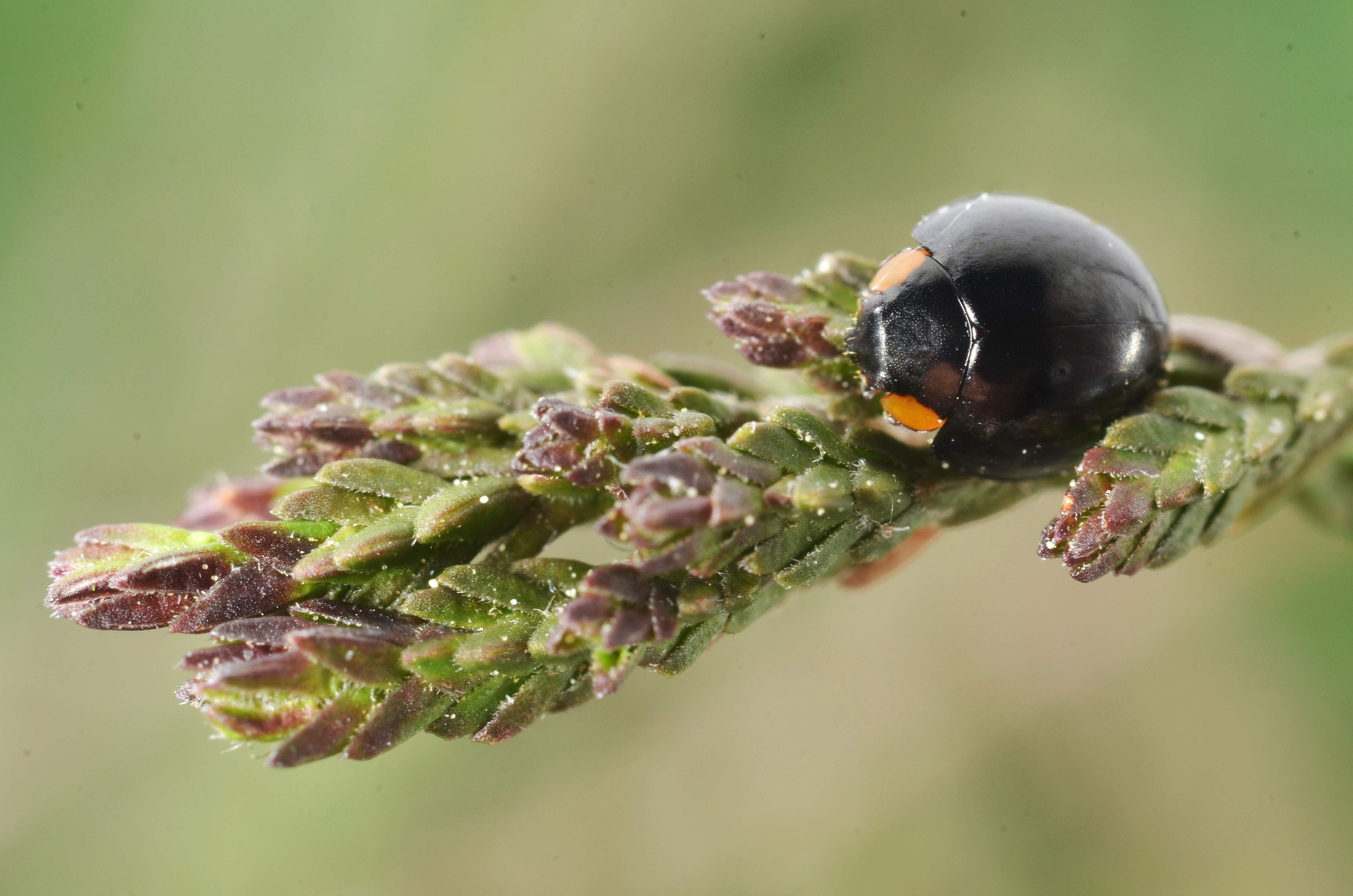